# 赤西蠣太
『赤西蠣太』（あかにしかきた）は、志賀直哉の短編小説。1917年（大正6年）9月に『新小説』に発表された。初出時の題名は『赤西蠣太の恋』。翌年1月、『夜の光』に収録する際に『赤西蠣太』と改題。伊達騒動を下敷きにしている。また、志賀は自身の日記で三代目錦城斎典山の講談『伊達騒動　蒲倉仁兵衛』を種本として執筆したと述べている。1936年、片岡千恵蔵プロダクションにより同名で映画化された。テレビドラマ化は1958年・1961年、1968年、1999年の4度行われている。特に1999年のドラマは、映画版の脚本を用いて市川崑が監督をつとめた。

## あらすじ
昔、主人公赤西蠣太は白石の殿様（片倉景長）の命を受け、伊達兵部の悪事を暴くため屋敷に潜入していた。悪事を暴くための密書が大方完成したところで白石に帰ることになったが、怪しまれないよう暇をもらうため辞める動機をつくる必要があった。そこで共に白石の命で別の原田甲斐の屋敷に潜入していた銀鮫鱒次郎の提案で、美しい腰元・小江（さざえ）に艶書を送り、振られ面目がつぶれたところで暇をもらうことにした。しかし振られるどころか小江は蠣太を受け入れた。嬉しい半面困った蠣太は、しかたなく二度目に書いた手紙を拾った老女蝦夷菊に書置を書き、屋敷を後にしたのだった。伊達騒動が終わってから蠣太は本名にかえった。同じく変名していた鱒次郎は、甲斐のために殺されたらしい。蠣太と小江の恋の行方はわからずじまいである。

## 作品の成立
歴史小説であり恋愛小説である『赤西蠣太』は、1913（大正2年）に『伊達騒動　蒲倉仁兵衛』から着想を得て書かれた。講談では「触れれば落ちるというおさんどん風の女になっていて、下等な感じで滑稽に使われていた」小江が、「もしこの女が実は賢い女で赤西蠣太が真面目な人物であることを本当に見抜いていたら」という仮定のもと、それを主題として書かれる。同年『仁兵衛の初恋』を執筆するも、時代考証の段階で挫折。1917（大正6年）、『仁兵衛の初恋』での失敗をもとに『赤西蠣太の恋』を執筆・発表した。

## 『伊達騒動　蒲倉仁兵衛』
蒲倉仁兵衛は、白石城の城主である片倉小十郎の命によって伊達兵部のスパイとして仕えている浪人である。時を同じく甲斐のもとへ潜入している今村半之丞と情報の共有をする中で、そろそろ白石へ帰る頃合いだと話が上がる。後に残る半之丞のために何か罪でも犯して逃げてほしいという旨を聞き入れ、仁兵衛は屋敷にいる玉笹という女性に艶書を書き、汚名を被ろうと画策する。しかし玉笹から色良い返事に戸惑いながらも、狙い通り噂は広がり屋敷を脱出することに成功する。
白石への道中出会った八郎兵衛から甲斐による非道な行いを聞いた蠣太はその行いと敵討ちも兼ね全てを報告し、悪事を暴いていく。

## 登場人物
- 赤西蠣太 - 本作の主人公。白石の殿様に、伊達兵部の元に送り込まれたスパイ。
- 銀鮫鱒次郎（ぎんざめ ますじろう） - 蠣太とともに、原田甲斐の元に送り込まれたスパイ。
- 小江（さざえ） - 蠣太が艶書を渡す相手とした選ばれた、美しい腰元。
- 蝦夷菊（えぞぎく） - 伊達兵部の屋敷に仕える老女。蠣太に好意を持つ。
- 安甲（あんこう） - 蠣太の腹をもんだ按摩。後に鱒次郎に殺される。
- 伊達兵部 - 蠣太が仕える屋敷にいる伊達騒動の中心人物。蠣太の調査対象。
- 原田甲斐 - 鱒次郎が仕える屋敷にいる伊達騒動の中心人物。鱒次郎の調査対象。

主要な登場人物には海の生き物に関連した名前がつけられている。

## モデル人物
『赤西蠣太』(あかにしかきた)の登場人物にはモデルにされている人物がいる。
・赤西蠣太 - 蒲倉仁兵衛。『伊達騒動　蒲倉仁兵衛』の登場人物で、奥州白石城主片倉小十郎の部下。
・小江 - 玉笹。蒲倉仁兵衛と同じ屋敷に仕えている下女。
・伊達兵部 - 伊達宗勝。
・原田甲斐 - 江戸時代初期の仙台藩士。
以上の他に、『赤西蠣太』を志賀直哉の私小説のひとつととらえて赤西蠣太・小江に、志賀直道自身や志賀直哉の祖父、志賀家の女中を投影したとする説もある。

### 蠣太は志賀直哉説
蠣太の身体的特徴と『暗夜行路』の比較から志賀直哉との関連性を見出す説。遠藤祐が主張している。
蠣太の年齢が志賀直哉の執筆時の年齢と重なること、蠣太が松江出身で志賀直哉が松江に滞在していた時期があることなどから蠣太と志賀直哉の関連性を見出す説。水洞幸夫が主張している。

### 蠣太は志賀直哉の祖父説
蠣太は志賀直哉の祖父、志賀直道がモデルとされているといわれている説。町田栄が主張している。
蠣太が物語の中で自分の行った仕事のために小江や蝦夷菊を辞職に追い込んでしまうことを志賀直道の人生に重ねている。
次の部分は町田栄の引用である。

### 小江は志賀家の女中説
小江は志賀直哉と婚姻破綻問題で関係のある女中がモデルとされている説。勝倉壽一が主張している。
この説は町田栄の説に言及しながら小江と女中を結び付けている。
次の部分は勝倉壽一の引用である。

## 映画
『赤西蠣太』（あかにしかきた）は、志賀直哉の小説『赤西蠣太』を原作とした1936年（昭和11年）製作・公開の日本の長篇劇映画、トーキー映画。脚本・監督伊丹万作。1936年度キネマ旬報ベストテン第5位。

### 略歴・概要
伊丹万作が脚色し、監督した。主演の片岡千恵蔵は醜男の赤西蠣太と、美男の原田甲斐の対称的な二つの役を演じた。激しいチャンバラ劇で知られる片岡千恵蔵が主演の時代劇だが激しい立ち回りは少なく、1932年公開の『國士無双』同様、風刺的な喜劇映画となっている（立ち回りはラストの原田甲斐が伊達安芸を斬りつけるシーンのみである）。音楽では、冒頭でショパンの前奏曲第15番変ニ長調（雨だれの前奏曲）を流したほか、エンディングの蠣太とヒロインの小波が向かい合うシーンでワーグナーの『結婚行進曲』を流すなど、時代劇に似合わないクラシック音楽を取り入れている。演出でも歌舞伎の様式美（原田甲斐の台詞が歌舞伎調であるなど）を取り入れるなど、従来の時代劇を覆す数々の冒険が見られる。主要な登場人物が海産物や海に因んだ名前になっている（伊達騒動の関係者は別。あくまで小説もしくは映画でのオリジナルキャストに限る）。ヒロインの「小波（さざなみ）」は小説では「小江（さざえ）」となっている。また、小説で「蝦夷菊（えぞぎく）」となっている老女は映画では「沖の石（おきのいし）」に改名されている。
原作者の志賀直哉が見て絶賛したという逸話は有名である。また、尾崎一雄が子どもと一緒にこの映画を観たとき、子どもに対して〈帽子を脱がなきゃいけない〉と注意したことが、尾ひれがついて、〈尾崎は『原作　志賀直哉』というテロップが出たとき、観衆に対して大声で『脱帽』と号令をかけた〉というゴシップとなって広がった。
配信サイトでは『赤西蛎太』のタイトルでも配信されている。

### ランキング
- 1936年：「キネマ旬報ベストテン」（キネ旬発表）第5位
- 1959年：「日本映画60年を代表する最高作品ベストテン」（キネ旬発表）第19位
- 1979年：「日本公開外国映画ベストテン（キネ旬戦後復刊800号記念）」（キネ旬発表）第17位
- 1989年：「大アンケートによる日本映画ベスト150」（文藝春秋発表）第45位
- 1995年：「オールタイムベストテン・日本映画編」（キネ旬発表）第31位
- 1999年：「映画人が選ぶオールタイムベスト100・日本映画編（キネ旬創刊80周年記念）」（キネ旬発表）第82位

### スタッフ
- 監督：伊丹万作
- 脚本：伊丹万作
- 原作：志賀直哉
- 音楽：高橋半
- 撮影：漆山裕茂

### キャスト
- 赤西蠣太 - 伊達兵部の家来だが実は間諜：片岡千恵蔵
- 原田甲斐 - 謀反を起こそうとする重臣：片岡千恵蔵
- 伊達兵部 - 謀反を起こそうとする殿：瀬川路三郎
- 青鮫鱒次郎 - 原田甲斐の家来だが実は間諜：原健作
- 小波 - 奥女中：毛利峯子
- 沖の石 - 奥女中の老女：滝沢静子
- 安甲 - 按摩：上山草人
- 鱶平 - 駕籠屋：林誠之助
- 浅利貝之丞：阪東国太郎
- 角又鱈之進：志村喬
- 菅野小助：芝田新
- 松前鉄之助：杉山昌三九
- 入船屋鯖右衛門：関操
- 伊達安芸：葛木香一
- 柴田外記：鳥居正
- 政岡：梅村蓉子
- 門番：川崎猛夫
- 奥方：東栄子

### その他
- 『花のお江戸の釣りバカ日誌』（1998年）に引用されている。

## テレビドラマ

### 1958年版
日本テレビにて、1958年1月7日から同年1月28日まで4回に渡って『山一名作劇場』で放送。初のテレビ化と共に、唯一の連続ドラマである。

#### スタッフ
- 脚本 - 川内康範
- 演出 - 安藤勇二

#### キャスト
- 田崎潤
- 岡田英次
- 沢村国太郎
- 笠間雪雄
- 美多川光子
- 東健二
- 織本順吉
- 久野四郎
- 斎藤邦唯
- 浜田寅彦
- 三戸部義輝

| 日本テレビ 山一名作劇場 | 日本テレビ 山一名作劇場 | 日本テレビ 山一名作劇場 |
| 前番組                  | 番組名                  | 次番組                  |
| ----------------------- | ----------------------- | ----------------------- |
| 新説牡丹灯籠            | 赤西蠣太 （1958年）     | 天皇の帽子              |

### 1961年版
TBS系列にて、1961年の4月9日に『東芝日曜劇場』の1作品として放送された。映画版のシナリオをもとに制作された。

#### スタッフ
- 演出 - 飯島敏宏
- シナリオ - 伊丹万作
- 脚色 - 八木保太郎
- プロデューサー - 石井ふく子
- 原作 - 志賀直哉

#### キャスト
- 水島道太郎
- 北村和夫
- 清水元
- 深水吉衛
- 三井弘次
- 田口計
- 河津清三郎
- 服部哲治
- 高倉典江
- 加藤寿八
- 岡村文子

### 1968年版
現代演劇協会と毎日放送の共同制作で、1968年4月16日の22時 - 23時に『テレビ文学館 名作に見る日本人』の1作品として、NETテレビ（現・テレビ朝日）系列にて放送された（毎日放送は当時、NET系列であった）。

#### スタッフ
- 演出 - 信太正行
- 脚本 - 茂木草介
- 原作 - 志賀直哉

#### キャスト
- 名古屋章
- 仲谷昇
- 山﨑努
- 松本留美
- 加藤和夫
- 福田妙子
- 高木均
- 稲垣昭三
- 松村達雄

### 1999年版
テレビ東京系列にて、1999年1月2日の14時 - 15時55分（テレビ大阪のみ、同年1月9日19時 - 20時54分）に『新春時代劇特別企画 赤西蛎太 伊達騒動醜男と美女の純愛』として放送された。
伊丹万作を尊敬していた市川崑が、上記映画の脚本をそのままにテレビドラマ化した。少ない台詞、伊達兵部に異を唱える侍が始末されるシーンや秘密を知る按摩の殺害シーン、青鮫の捕縛シーンなどで、あえて対象そのものを写さない手法（悲鳴だけがする、懐紙が飛び一人だけ戻ってくる、見ている者がコメントするなどで説明される）、近景に刀を持つ青鮫を配し奥の蠣太に喋らせたり、近景に小波を据え、後ろから蠣太に追いかけさせるなど、無声映画を意識した画面構成になっている。
市川が亡くなった後の2008年2月22日に、追悼記念として再放送された。その際、「玉手箱のような作品。出会わせてくださった市川崑先生に感謝している」旨の北大路による追悼メッセージが表示された。
2015年11月・12月に時代劇専門チャンネルで、日本映画専門チャンネルとの共同企画「生誕100年 市川崑劇場」の一環として、同作品が放送されている。

#### スタッフ
- 監督 - 市川崑
- 脚本 - 伊丹万作
- 原作 - 志賀直哉
- 音楽 - 谷川賢作
- 撮影 - 五十畑幸勇
- 美術 - 西岡善信

#### キャスト
- 赤西蠣太、原田甲斐 - 北大路欣也
- 伊達兵部 - 神山繁
- 小波 - 鈴木京香
- 青鮫鱒次郎 - 宅麻伸
- 小磯（青鮫の情婦） - 萬田久子
- 老女正岡（亀千代の乳母） - 岸田今日子
- 松前鉄之助（幼君亀千代の護衛） - 潮哲也
- 按摩安甲 - 小松政夫
- その他 - 谷口高史（甲斐の刺客・蛯名源三郎）、尾藤イサオ（兵部家臣で蠣太の将棋仲間・鮒井鯵之助）、中村敦夫（ナレーター）

## 地図・地名
【仙台坂の伊達兵部屋敷】
現在、東京都港区南麻布一丁目と元麻布一丁目の境を下る長い坂。
【原田甲斐の仙台屋敷】
現在の汐留駅構内にあたる、都電通りと御浜公園の間後に仙台屋敷があった。
【御浜御殿】
現在の浜離宮恩賜庭園で、現在も公園として残る。